# Distretto di Shiranuka
Il distretto di Shiranuka (白糠郡?) è uno dei distretti della Sottoprefettura di Kushiro, Hokkaidō, in Giappone.
Attualmente comprende il solo comune di Shiranuka.